# Bühl (Creußen)
Bühl ([byːl] )  (oberfränkisch: Biel) ist ein Gemeindeteil der Stadt Creußen im Landkreis Bayreuth (Oberfranken, Bayern). Die Gemarkung Bühl hat eine Fläche von 1,186 km². Sie ist in 412 Flurstücke aufgeteilt, die eine durchschnittliche Flurstücksfläche von 2879,22 m² haben.

## Lage
Die Staatsstraße 2184 führt westlich von Creußen über Bühl weiter nach Gottsfeld. Der Gemeindeteil schließt sich als überwiegende Wohnsiedlung unmittelbar an den Hauptort an. Schloss Bühl erhebt sich oberhalb des Roten Mains. Ein weiteres Baudenkmal ist ein Steinkreuz aus dem 16. Jahrhundert.

## Geschichte
Der Ort wurde in einer Urkunde, die zwischen 1398 und 1421 entstand, als „Pühel“ erstmals urkundlich erwähnt. Der Ortsname bedeutet Hügel. Am 1. Januar 1972 wurde die Gemeinde Bühl in die Stadt Creußen eingegliedert.